# Ролон, Леонардо Александер
Леона́рдо Алекса́ндер Роло́н Ако́ста (исп. Leonardo Alexander Rolón Acosta; род. 16 мая 2003) — парагвайский футболист, нападающий клуба «Спортиво Триниденсе».

## Клубная карьера
Ролон — воспитанник клуба «Гуарани». Летом 2022 года Леонардо для получения игровой практики на правах аренды перешёл в «Хенераль Кабальеро». 17 июля в матче против столичного «Насьоналя» он дебютировал в парагвайской Примере. 29 июля в поединке против «Гвайреньи» Леонардо забил свой первый гол за «Хенераль Кабальеро». По окончании аренды Ролон вернулся в «Гуарани».

## Международная карьера
В 2023 году в составе молодёжной сборной Парагвая Ролон принял участие в молодёжном чемпионате Южной Америки в Колумбии. На турнире он сыграл в матчах против сборных Аргентины, Перу, Венесуэлы, Бразилии, а также дважды Колумбии.